# Shalom Zachar
Shalom Zachar ou Ben Zachar é uma comemoração judaica de origem cabalista, onde após o nascimento de um menino (na tradição sefaradi na noite antes da circuncisão enquanto na tradição ashkenazi na sexta-feira à noite após o nascimento do menino) os parentes e amigos reúnem-se na casa dos pais para celebrar o evento.